# Nikon FG
Nikon FG — любительский малоформатный однообъективный зеркальный фотоаппарат, выпускавшийся в Японии корпорацией Nippon Kogaku K. K. (сейчас — Nikon) с 1982 до 1986 года. Nikon FG входит в линейку «сверхкомпактных» зеркальных камер Nikon и является дальнейшим развитием модели Nikon EM. В отличие от более старших профессиональных и полупрофессиональных моделей, в конструкции корпуса FG широко использована пластмасса, но фланец байонета F традиционно изготовлен из нержавеющей стали.

## Особенности
- Первая зеркальная камера Nikon с программным автоматом отработки экспозиции;
- Первая камера Nikon с автоматикой вспышки TTL OTF, реализованной через стандартный «горячий башмак» ISO[2]. Возможность кабельного соединения отсутствует;
- Звуковая сигнализация недодержки и передержки;

Автоматическое управление экспозицией происходит на основе её центровзвешенного измерения встроенным TTL-экспонометром. В отличие от профессионального F3 и полупрофессионального FE2, вычисляющих корректные экспозиционные параметры перед срабатыванием затвора при полностью открытой диафрагме, микропроцессор Nikon FG использует данные, получаемые после закрытия диафрагмы до рабочего значения, но перед подъёмом зеркала. Такая технология получила название «моментального измерения при рабочем значении» (англ. Instant Stop-down Metering). В режиме программного автомата бесступенчато отрабатываются выдержка и диафрагма, а в режиме приоритета диафрагмы автоматически отрабатывается бесступенчатая выдержка в диапазоне от 1/1000 до 1 секунды.
Видоискатель с жёстковстроенной пентапризмой отображает на несъёмном фокусировочном экране типа «К» 92% площади будущего кадра. На вертикальной шкале выдержек в поле зрения видоискателя светодиодами отображается текущая выдержка и предупреждения о возможных недодержке или передержке.

## Принадлежности
Для Nikon FG выпускалась сменная задняя крышка MF-15 с функцией впечатывания даты. К камере подходят все системные вспышки Nikon, кроме оснащённых башмаком для профессиональных камер Nikon F, F2 и F3. Моторные приводы, выпускавшиеся для «сверхкомпактной серии» Nikon, также могли быть установлены на FG. С вайндером MD-E была доступна покадровая съёмка с частотой 2 кадра в секунду, а привод MD-14 позволял снимать сериями со скоростью 3,2 кадра в секунду.